# نيكولا رافاجليا
نيكولا رافاجليا (بالإيطالية: Nicola Ravaglia)‏ (12 ديسمبر 1988 بفورلي في إيطاليا - ) هو لاعب كرة قدم إيطالي في مركز حراسة المرمى. لعب مع نادي بارما ونادي تشيزينا ونادي سبال ونادي فيتشينزا ونادي كريمونيسي وكوسينزا كالشيو ونادي فياريجو وUS Poggibonsi ‏.

## روابط خارجية
- نيكولا رافاجليا على موقع قاعدة بيانات كرة القدم.إي يو (الإنجليزية)
- نيكولا رافاجليا على موقع Soccerway.com (الإنجليزية)
- نيكولا رافاجليا على موقع عالم كرة القدم.نت (الإنجليزية)
- نيكولا رافاجليا على موقع AS.com (الإسبانية)